# Przygubiel
Przygubiel (niem. Klippendorf) – przysiółek wsi Buków, zlokalizowany w zachodniej Polsce, w województwie lubuskim, w powiecie zielonogórskim, w gminie Sulechów i sołectwie Buków, około 13 km od Sulechowa. Zamieszkiwany przez 21 osób (stan na 30 czerwca 2025). W latach 1975–1998 usytuowany w województwie zielonogórskim.
W Przygubielu znajduje się leśniczówka Nadleśnictwa Babimost wraz z przyległym terenem rekreacyjnym.